# 소잠
소잠(蕭岑, ? ~ ?)은 중국 남북조 시대 후량의 황족이다. 자는 지원(智遠)이고, 선제의 여덟째 아들이다. 어머니는 누군지 알 수 없다.

## 생애
처음엔 하간왕(河間王)으로 봉해졌고, 이후에 오군왕(吳郡王)으로 고쳐 봉해졌다.
명제의 재위 기간 동안에 태위(太尉)를 맡았다.
585년에 명제가 죽고 효정제가 즉위한 뒤 수나라의 문제가 소잠을 징소하여 입조케 했고 소잠을 머무르게 했으며 돌아가는 것을 허락하지 않았다.
587년에 수나라가 후량을 멸망시키고 소잠을 대장군으로 삼았고 회의군공(懷義郡公)으로 봉했다.
《도가행(棹歌行)》 등의 시를 지었다.

## 가족

### 부모

#### 아버지
- 선제

### 자녀

#### 아들
- 셋째 소근(蕭瑾)
- 소구(蕭球)
- 소찬(蕭瓚)
- 소모(蕭瑁)

#### 딸
- 소혜미(蕭惠媄)